# Mariakapel (Wessem, Oude Thornerweg)
De Mariakapel is een kapel in Wessem in de Nederlandse gemeente Maasgouw. De kapel staat aan de Oude Thornerweg bij de ingang van de begraafplaats Krietheuvel met voor de kapel een parkeerplaats.
Op ongeveer 200 meter naar het noorden staat de Mariakapel aan de Kloosterlaan en op ongeveer 450 meter naar het noordoosten staat de Sint-Joriskapel aan het Van Horneplein. Een vierde kapel van Wessem staat aan de noordrand van het dorp, de Sint-Antoniuskapel.
De kapel is gewijd aan de heilige Maria.

## Geschiedenis
In de jaren 1960 werd de kapel gebouwd en werd het Mariabeeld van de afgebroken Mariakapel op het Van Horneplein in deze nieuwe kapel geplaatst.

## Bouwwerk
De kapel staat op een verhoging van twee niveaus, waarbij het onderste niveau omgeven wordt door een bakstenen muur en aansluit op de verhoging van de begraafplaats. Het bovenste niveau wordt links en rechts omgeven door een lage muur van natuursteen. Vanaf de parkeerplaats moet men twee trappen op om bij de kapel te komen. De kapel is voor een groot deel open. De voorste helft van de kapel rust enkel op twee pilaren, terwijl de achterste helft rust op een trapeziumvormige bakstenen muur die aan de voorzijde afgesloten is met een spijlenhek. Tegen de linker- en rechterwand zijn ongeveer dwars op de gevels twee muren gemetseld van natuursteen die slechts tot halverwege de (bakstenen) muren van de kapel reiken. Op het dak is midden op het achterste deel een metalen kruis bevestigd.
In de kapel zijn de zijwanden uitgevoerd in baksteen en is de achterwand wit gestuukt. 